# Илово (Псковская область)
Илово —  деревня в Себежском районе Псковской области России.
Входит в состав сельского поселения Себежское.

## География
Расположена на западном берегу озера Ороно, в 0,5 км к юго-западу от границы города Себеж.

## Население
| 2001 | 2002 | 2010 |
| ---- | ---- | ---- |
| 134  | ↗135 | ↗141 |

Численность населения деревни по оценке на начало 2001 года составляла 134 жителя.
Согласно результатам переписи 2002 года, в национальной структуре населения русские составляли 97 % от общей численности населения в  135 чел..

## История
С января 1995 до июля 2010 года деревня входила в состав ныне упразднённой Глембочинской волости.

## Инфраструктура
Развито сельское хозяйство, личное подсобное хозяйство.

## Транспорт
Доступен по асфальтированным дорогам.